# Load (musikalbum)
Load är Metallicas sjätte album, utgivet 1996. Skivans omslag är en bild gjord av Andres Serrano och visar sperma blandat med blod. Ordet "Load" kan även tolkas på svenska som utlösning. På detta album visar Metallica upp en mer bluesaktig stil, även influerad av den alternativa rocken som var väldigt populär under tiden. Albumet var kontroversiellt bland en skara av bandet fans, som ansåg att bandet gick för långt från sina rötter med Loads mindre metal-orienterade sound. En annan missnöjespunkt för vissa fans var Metallicas nya image, särskilt i musikvideos och pressfoton där bandet sågs med kort hår och designerkläder.

## Låtlista
1. "Ain't My Bitch" (James Hetfield/Lars Ulrich) – 5:04
2. "2x4" (Kirk Hammett/James Hetfield/Lars Ulrich) – 5:28
3. "The House Jack Built" (Kirk Hammett/James Hetfield/Lars Ulrich) – 6:39
4. "Until It Sleeps" (James Hetfield/Lars Ulrich) – 4:30
5. "King Nothing" (Kirk Hammett/James Hetfield/Lars Ulrich) – 5:28
6. "Hero of the Day" (Kirk Hammett/James Hetfield/Lars Ulrich) – 4:22
7. "Bleeding Me" (Kirk Hammett/James Hetfield/Lars Ulrich) – 8:18
8. "Cure" (Kirk Hammett/James Hetfield/Lars Ulrich) – 4:54
9. "Poor Twisted Me" (James Hetfield/Lars Ulrich) – 4:00
10. "Wasting My Hate" (Kirk Hammett/James Hetfield/Lars Ulrich) – 3:57
11. "Mama Said" (James Hetfield/Lars Ulrich) – 5:20
12. "The Thorn Within" (Kirk Hammett/James Hetfield/Lars Ulrich) – 5:52
13. "Ronnie" (James Hetfield/Lars Ulrich) – 5:17
14. "The Outlaw Torn" (James Hetfield/Lars Ulrich) – 9:49

## Medverkande
- James Hetfield - sång, kompgitarr
- Kirk Hammett - sologitarr
- Jason Newsted - bas
- Lars Ulrich - trummor